# Hujungtiwu
Hujungtiwu is een bestuurslaag in het regentschap Ciamis van de provincie West-Java, Indonesië. Hujungtiwu telt 3516 inwoners (volkstelling 2010).